# Nicholas Brathwaite
Pour les articles homonymes, voir Brathwaite.
Sir Nicholas Alexander Brathwaite, né le 8 juillet 1925 à Carriacou, à la Grenade et mort le 28 octobre 2016, est un homme politique grenadien, Premier ministre de 1983 à 1984 et de 1990 à 1995.

## Biographie
Nicholas Brathwaite est né à Carriacou. Il fait ses études primaires et secondaires sur son île, puis suit une formation d'enseignant à l'Université des Indes occidentales à  Trinité-et-Tobago puis en Jamaïque. De 1945 à 1974, il se consacre à une carrière d'enseignant puis de chef d'établissement scolaire. 
En 1969, il est nommé Chief Education Officer de Grenade, position qu'il occupe jusqu'en 1974 où il est nommé directeur régional du Commonwealth Youth Programme Commonwealth Youth Programme (en), en poste au Guyana. 
Après l'invasion de la Grenade en octobre 1983, Nicholas Brathwaite est désigné par le gouverneur général Sir Paul Scoon pour rétablir un gouvernement démocratique dans le pays. À partir du 15 novembre, il dirige un Conseil consultatif intérimaire qui remplit les fonctions du gouvernement jusqu'aux élections législatives de décembre 1984.
Chef du Congrès démocratique national, fondé en 1987, Brathwaite devient Premier ministre en mars 1990, après la victoire de son parti aux élections législatives. Il dirige le CDN jusqu'en septembre 1994 et démissionne de ses fonctions de Premier ministre en février 1995. George Brizan lui succède dans ces deux fonctions.
Il est fait chevalier en 1995.